# أبراهام دي بوتر
بورتريه لأبراهام دي بوتر، تاجر الحرير في أمستردام (بالهولندية: Portret van Abraham de Potter, zijdelakenkoopman in Amsterdam)‏ هي لوحة بورتريه لتاجر الحرير أبراهام دي بوتر رسمها كاريل فابريتيوس عام 1649، باستخدام الرسم الزيتي على قماش بمقاس 68.5 57 cm (27.0 57 cm 22 in 57 cm). اللوحة موجودة في مجموعة متحف ريجكس في أمستردام منذ عام 1892.